# Katharina Schratt
Katharina Schratt, född 11 september 1853 i Baden, Österrike, död 17 april 1940 i Wien, Österrike, var en österrikisk skådespelare. Hon räknas som en av de mest välkända skådespelarna i Österrike. Hon är också känd för sitt förhållande med kejsar Frans Josef I av Österrike, som pågick från 1885 till Frans Josefs död 1916. 

## Biografi
Schratt var dotter till en pappersfabrikör. Hon visade tidigt ett intresse för skådespeleri, och debuterade på scenen mot sin familjs vilja vid 18 års ålder i Berlin 1872. Hon fick en framgångsrik karriär som skådespelare och fick efter uppdrag i Sankt Petersburg och New York fast anställning vid teatern i Wien 1883, där hon 1887 utnämndes till hovaktör. Hon var en av Österrikes mest populära skådespelare under sin karriär. Hon avslutade sitt yrkesliv år 1900 efter en konflikt med teaterdirektören. 
Katharina Schratt uppmärksammades av Frans Josef under hennes uppträdanden vid hovteatern, och efter ett framträdande för tsar Alexander under hans statsbesök 1885, inledde de ett förhållande. Förhållandet stöddes av kejsarinnan Elisabeth av Österrike-Ungern, som själv föredrog att leva utomlands separerad från maken. Relationen varade fram till Frans Josefs död, med ett tillfälligt avbrott 1900-1901. Schratt fick en villa vid Gloriettenstrasse och sina skulder betalda och Frans Josef ska också ha anförtrott sig åt henne, men något politiskt inflytande ska hon inte ha haft. Efter Frans Josefs död 1916 levde hon ett tillbakadraget privatliv och ägnade sig en del åt välgörenhet. 
Schratt gifte sig 1879 med den ungerska aristokraten Nikolaus Kiss de Ittebe, men paret separerade permanent 1880, dock utan att någonsin skilja sig.